# Sweet Inn
Sweet Inn es una start up francesa-israelí fundada en 2014. Activa en Europa y en Israel, la empresa ofrece apartamentos de alquiler con servicios de hotel.
En 2017, la oferta de viviendas de Sweet Inn está compuesta por 350 apartamentos y la compañía tiene 150 empleados.

## Concepto
En 2013, teniendo en cuenta que el mercado de alquiler de apartamentos está en auge, pero que plantea problemas de comodidad, seguridad y cuestiones legales, a través de plataformas comunitarias como Airbnb, Paul Besnainou ideó un concepto que mezcla la comodidad que proporcionan los hoteles con la confortabilidad del hogar.
La compañía se inició en 2014. Sweet Inn diseña y remodela todos sus apartamentos, enfocándose en "la importancia del diseño, las céntricas ubicaciones en edificios típicos de las ciudades...". Todos los apartamentos tienen servicios de conserje de gama alta y Sweet Inn compite con hoteles de 4 estrellas o 5 estrellas.

## Historia
Sweet Inn gestionó sus primeros apartamentos de alquiler en París, Jerusalén y Tel Aviv en 2014, y luego en Bruselas, Barcelona, Lisboa y Roma en 2015. La compañía pretende extender su oferta a otras ciudades europeas y a Asia en 2018.
Si inicialmente los turistas eran los principales clientes, Sweet Inn cada vez más atrae a un público de negocios y ha creado una oferta dedicada para ellos.
En julio de 2017 lanzó una aplicación móvil.

## Modelo de negocio
Sweet Inn opera en el mercado de alquiler de viviendas, dominado por las plataformas peer-to-peer, pero tiene un modelo de negocio diferente. De hecho, Sweet Inn está alquilando todos los apartamentos a través de arrendamientos que cumplen plenamente con las leyes aplicables en cada país donde opera. Por ejemplo, para operar legalmente en París, la empresa sólo utiliza apartamentos registrados como viviendas con licencia.
Los apartamentos de alquiler se pueden reservar directamente desde el sitio web de Sweet Inn o a través de agencias de viajes en línea. A partir de 2017, Sweet Inn realiza el 20% de sus ventas desde su web y tiene como objetivo alcanzar el 50% de autonomía.
Sweet Inn obtuvo unos resultados de 10 millones de euros en 2016 y el pronóstico para 2017 es de alrededor de 31 millones de euros.

## Fondos recaudados
En mayo de 2017, varios inversores aportaron hasta 20 millones de euros. Entre ellos se encontraban el fondo de inversión israelí Qumra Capital, los inversores franceses del club de inversiones La Maison (gestionado por Michel Cicurel y Marc Levy), el holding luxemburgués M.I.3 y el fondo BRM.
Gracias a esta recaudación de fondos, Sweet Inn tiene como objetivo desarrollar nuevas herramientas tecnológicas en el campo de la gestión de ingresos, Big data y fidelización, pero también para ampliar su oferta de viviendas.